# إيمي آدمز
إيمي لو آدمز (بالإنجليزية: Amy Lou Adams)‏ (من مواليد 20 أغسطس 1974 –) هي ممثلة ومغنية أمريكية. معروفة بأدوارها الكوميدية والدرامية، وقد ظهرت ثلاث مرات في التصنيفات السنوية لأعلى الممثلات أجرًا في العالم. حازت آدمز علي جوائز عديدة، منها جائزتان غولدن غلوب، بالإضافة لستة ترشيحات لجائزة الأوسكار وسبعة ترشيحات لجائزة البافتا.
ولدت آدمز لأبوين أمريكيين في فيتشنزا، إيطاليا، وبدأت حياتها المهنية بالأداء على خشبة المسرح كراقصة في مسرح العشاء، والذي لاحقته من عامي 1994 و1998، قبل ظهورها على الشاشة لأول مرة بدور مساعد في سنة 1999 في فيلم الكوميديا السوداء دروب ديد غورجيس. بعد ظهورها كضيفة في التلفزيون وأدوارها الثانوية كـ«فتاة لئيمة» في أفلام سينمائية منخفضة الميزانية، قامت بدور بريندا سترونغ، أول دور رئيسي لها، في عام 2002 في فيلم السيرة الذاتية للمخرج ستيفن سبيلبرغ أمسكني لو استطعت، ولكن كانت انطلاقتها في عام 2005 في الفيلم الدرامي الكوميدي المستقل جونباغ، حيث لعبت دور آشلي جونستين، المرأة الحامل الثرثارة، والتي نالت إشادة من النقاد عنه وترشيح لجائزة الأوسكار كأفضل ممثلة مساعدة.
لعبت آدمز في 2007 دور الأميرة القادمة السعيدة جيزيل في فيلم ديزني الفنتازي الموسيقي مسحور، والذي حقق نجاحاً تجارياً ونقدياً، وحصلت على ترشيح لجائزة الغولدن غلوب عن أدائها فيه، ليصبح أول نجاح كبير لها كسيدة رئيسية. حصلت آدمز على ترشيح لجائزة الأوسكار والغولدن غلوب للمرة الثانية في السنة التالية لدور الشابة الراهبة الأخت جيمس في فيلم الدراما الشك. ومع ظهورها في مجموعة من الأدوار الدرامية والكوميدية، اكتسبت آدمز سمعة للعب شخصيات مُبهجة، ومرحة المزاج، وساذجة، لكن منذ ذلك الحين، لعبت مجموعة متنوعة من الأدوار.
شاركت آدمز في فيلم صانشاين للتنظيف مع إميلي بلنت وآلان آركين، وفي السنة التالية، ظهرت بدور أميليا إيرهارت في فيلم ليلة في المتحف 2: معركة سميثونيا. ظهرت أيضاً في فيلم جولي وجوليا في 2009 وإتبعته بفيلم سنة كبيسة في 2010. حصلت آدمز في 2011 على الترشيح الثالث للأوسكار والغولدن غلوب، والثاني لجائزة بافتا لدروها في الفيلم الرياضي المقاتل. ظهرت آدمز بجانب جيسون سيغال في فيلم الدمى المتحركة. في 2012، لعبت آدمز دور زوجة مؤسس ديانة جديدة في فيلم الدراما النفسية المعلم وابنة كلينت إيستوود في فيلم مشكلة الرميات المنحنية. لدورها في المعلم، رُشحت آدمز للمرة الرابعة لجائزة الأوسكار والغولدن غلوب، والمرة الثالثة لجائزة بافتا. لعبت آدمز دور لويس لين في الرجل الفولاذي في 2013، وقد لعبت الشخصية في أفلام أبطال خارقين تدور أحداثها في عالم دي سي السينمائي. في عامي 2014 و2015، فازت آدمز بجائزة الغولدن غلوب لأفضل ممثلة في فيلم موسيقي أو كوميدي عن دوري نصابة مُغرية في فيلم الجريمة احتيال أمريكي (2013) والرسامة مارغريت كين في فيلم السيرة الذاتية عيون كبيرة (2014). جاءت المزيد من الإشادة بعدما لعبت دور لغوية في فيلم الخيال العلمي الوافد (2016)، ومراسلة تؤذي نفسها في مسلسل إتش بي أو القصير أدوات حادة (2018)، ولين تشيني في الفيلم الهجائي النائب (2018).
بالنسبة لأعمالها المسرحية، تتضمن أعمال آدمز المسرحية إحياء قام به المسرح العام لمسرحية في الغابة (2012)، حيث لعبت دور زوجة الخباز. في 2014، تم إدراج آدمز ضمن أكثر 100 شخص مؤثر في العالم بواسطة مجلة تايم، كما ظهرت في قائمة فوربس لأقوى المشاهير.

## بداية حياتها
ولدت إيمي لو آدمز في فيتشنزا، في إيطاليا، في 20 أغسطس 1974، وكانت هي الطفلة الرابعة من سبعة أطفال لأبوين أمريكيين هما كاثرين وريتشارد آدمز. لها أربعة أشقاء وشقيقتين. وكان والدها جندياً أمريكياً وكانت تتمركز في المجمع العسكري معسكر إيديرل في وقت ولادتها، حيث كان والدها متمركزًا في الجيش الأمريكي هناك. وأخذت الأسرة تتنقل من قاعدة لقاعدة عسكرية قبل أن تستقر في كاسل روك بولاية كولورادو عندما كانت في الثامنة أو التاسعة من عمرها. بعد ذلك، أصبح والدها مغنياً محترفاً في المطاعم والملاهي الليلية بعدما غادر الجيش، في حين أن والدتها كانت شبه محترفة في كمال الأجسام. وصفت آدمز الذهاب إلى عروض والدها وشرب مشروب الشيرلي تيمبل في الحانة بأنه من أعز ذكريات طفولتها. ورُفعت آدمز كمورمونيّة، على الرغم من أن عائلتها غادرت الكنيسة بعد أن انفصل والداها عندما كانت تبلغ من العمر 11 عاماً. وفيما يتعلق بتنشئتها الدينية، لم تكن لدي آدمز معتقدات دينية قوية، بالرغم من أنها قالت إنها تقدر تنشأتها على تعليم المحبة والرحمة.
كانت العائلة فقيرة؛ كانوا يعسكرون ويتنزهون معاً، ويؤدون إسكيتشات منخفضة المستوي يكتبها عادة والدها وأحياناً والدتها. كانت آدمز متحمسة للمسرحيات وكانت دائماً تلعب الدور الرئيسي. بعد الانفصال، انتقل والدها إلى أريزونا وتزوج مرة أخرى، في حين بقي الأطفال مع والدتهم. أصبحت والدتها لاعبة كمال أجسام شبه محترفة وأخذت الأطفال معها إلى صالة الألعاب الرياضية عندما تدربت. قارنت آدمز سنواتها الأولى غير المكبوحة بإخوتها برواية سيد الذباب. ووصفت نفسها بأنها «طفلة مفككة وقوية»، وقالت إنها تشاجرت مراراً مع أطفال آخرين.
طوال السنوات التي أمضتها في مدرسة مقاطعة دوغلاس الثانوية، لم تكن آدمز ميالة أكاديميًّا، لكنها كانت مهتمة بالفنون الإبداعية، وغنت في جوقة المدرسة وتدربت تحت التمرين في شركة ديفيد تايلور المحلية للرقص، وكان طموحها أن تصبح راقصة باليه. وقد تنافست في سباقات المضمار والجمباز. كانت آدمز تكره المدرسة الثانوية وتبقى في الغالب لنفسها، وكان يأمل والداها أن تواصل التدريب الرياضي، لكنها استسلمت لمواصلة الرقص لأنه سيعطي الفرصة لها للحصول على المنح الدراسية في الكلية. في وقت لاحق غيرت آدمز في قرارها بعدم الذهاب إلى الكلية، مما خيب أمل والديها، لكنها ندمت في وقت لاحق على عدم متابعتها للتعليم العالي قائلةً: «لم أكن واحدة من هؤلاء الناس الذين يتمتعون حاليًا في المدرسة. ويؤسفني عدم الحصول على التعليم، بالرغم من ذلك.» وبعد تخرجها من المدرسة الثانوية، انتقلت إلى أتلانتا مع والدتها. في سن الـ18، قررت أنها ليست موهوبة كفاية لتكون محترفة باليه، فدخلت المسرح الموسيقي، والتي وجدت أنه «أفضل ملاءمة لشخصيتها» بعد تخطيها الثامنة عشر، حفزت آدمز نفسها من خلال العمل كمرحبة في متجر غاب أثناء الأداء في المجتمع المسرحي. وأخذت أول وظيفة بدوام كامل باعتبارها نادلة في هوترز. تركت آدمز العمل بعد ثلاثة أسابيع بعد أن كسبت ما يكفي من المال لشراء سيارتها الأولى. اعترفت آدمز: «... وبالتأكيد كانت هناك براءة لتفسيري عن ماذا كانت هوترز. لكني تعلمت، سريعًا، لا تُمتزج السراويل القصيرة مع البيره!» كان أحد أدوار آدمز المسرحية الأولى في إنتاج المسرح المجتمعي لمسرحية آني، والذي قامت به على أساس تطوعي.

## العمل الوظيفي

### (1994–2004): مسرح العشاء وعملها المبكر في التلفزيون
بدأت آدمز حياتها المهنية كراقصة في إنتاج مسرح العشاء لمسرحية صف الجوقة في بولدر (كولورادو). تطلب منها العمل الانتظار على الطاولات قبل الصعود على المسرح للأداء. استمتعت آدمز بالغناء والرقص، لكنها لم تحب العمل كنادلة وواجهت مشاكل عندما قدم زميل راقص، والتي اعتبرته صديقًا، اتهامات كاذبة عنها إلى المخرج. وقالت آدمز: "لم أكن أعرف حقا ما هي الأكاذيب. وكل ما عرفته هو أنني استُدعيت وحاضرت عن افتقاري إلى المهارة.» فقدت آدمز وظيفتها ولكنها ذهبت إلى مسرح العشاء لتؤدي في قاعة هيريتيج سكوير للموسيقى في دنفر ومسرح العشاء الريفي. خلال عرض مسرحية أي شيء يذهب في مسرح العشاء الريفي في عام 1995، اكتشفها مايكل برينديزي، الرئيس والمخرج الفني لمسرح عشاء تشانهاسن الذي يقع مقره في منيابولس، والذي عُرض عليها وظيفة فيه. انتقلت آدمز إلى تشانهاسين، مينيسوتا، حيث أدت في المسرح لمدة ثلاث سنوات تالية. أحبت آدمز "الأمن والجدول الزمني" للعمل، وقالت إنها تعلمت منه بشكل هائل. برغم ذلك، العمل الشاق كان له ثماره عليها: «عانيت من الكثير من الإصابات المتكررة—التهاب الجراب في ركبتيّ، والعضلات المشدودة في مغبني، وعضلتي المُقَرِّبة، والمبغدة. كان جسدي يبلى.»
خلال فترة عملها في تشانهاسين، مثلت آدمز في فيلمها الأول—فيلم هجائي قصير بالأبيض والأسود واسمه خطاف الكروم. بعد فترة وجيزة، بينما كانت خارج العمل تعتني بعضلة مشدودة، حضرت الاختبارات المحلية لفيلم هوليوود دروب ديد غورجيس (1999)، وهو فيلم كوميدا سوداء على مسابقات الجمال بطولة كيرستين دانست، وإلين باركين، وكريستي آلي. شاركت آدمز كدور مساعد في دور مشجعة فاسقة. شعرت آدمز أن شخصيتها في الفيلم كانت بعيدة عن شخصيتها الحقيقية وقلقت بشأن كيف سيدركها الناس. تم تصوير الإنتاج محليًا، مما مكن آدمز من التصوير لدورها بينما أدت أيضًا مسرحية بريغادون على المسرح. التشجيع من آلي دفع آدمز للمتابعة بنشاط مهنة السينما، فانتقلت إلى لوس أنجلوس في يناير 1999. وصفت آدمز تجربتها الأولي في المدينة بأنها «مظلمة» و«قاتمة»، وكانت تتوق إلى حياتها مرة أخرى في تشانهاسين.

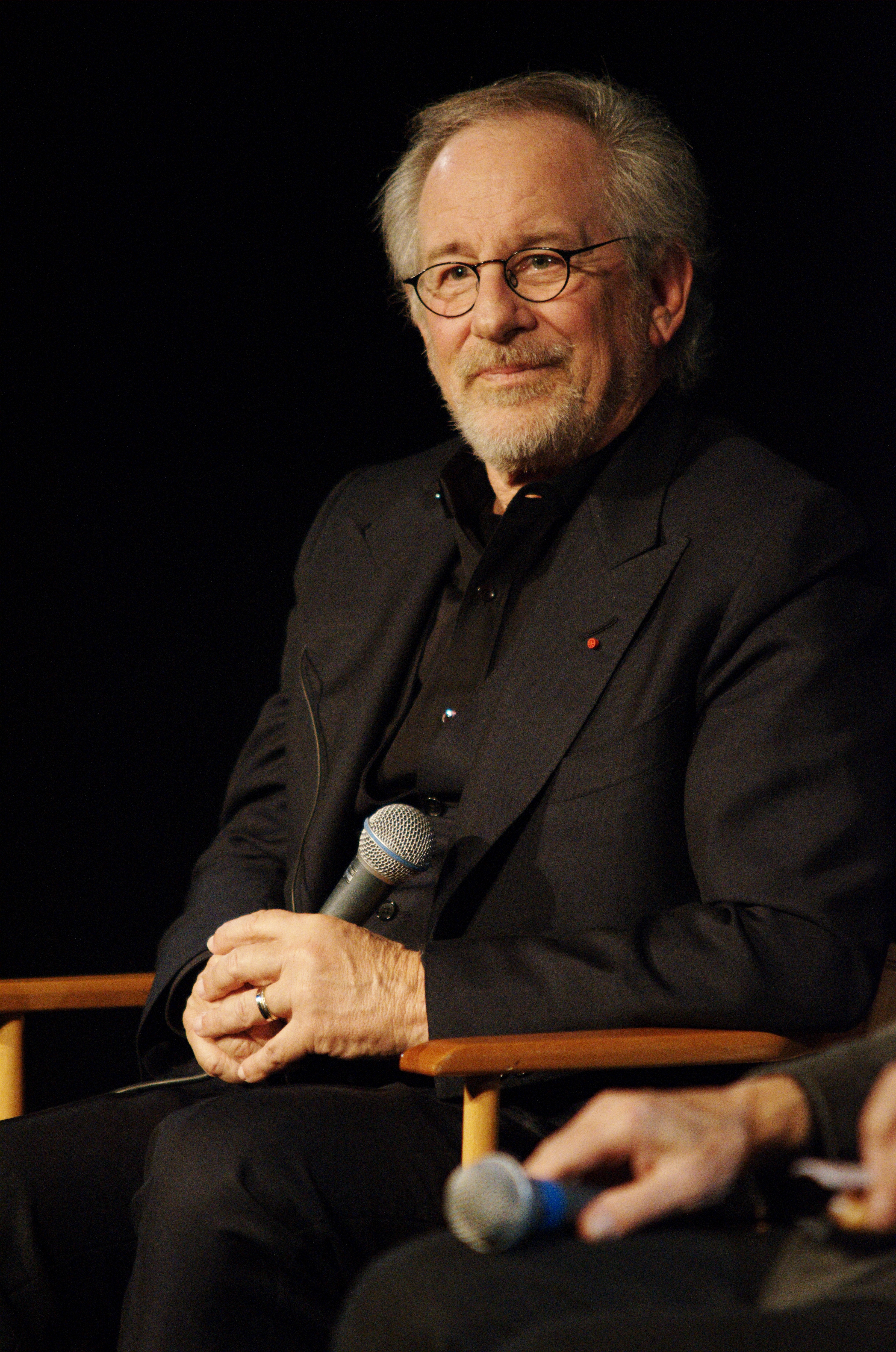
تفاجأ المخرج ستيفن سبيلبرغ، والذي أعطي آدمز دورها الرئيسي في فيلمه أمسكني لو استطعت، بأنها لم تنجح بعد إصدار الفيلم.

في الفترة من 2000 إلى 2002، ظهرت آدمز في سلسلة من الأفلام مثل حزب الشاطئ النفسي. بينما كانت ضيفة في المسلسل التلفزيوني المسحورات. ولعبت دور بيث ماكلاي في مسلسل بافي قاتلة مصاصي الدماء. كما ظهرت في مسلسل سمولفيل، وأيضا مسلسل الجناح الغربي. ثم ظهرت في فيلم ستيفن سبيلبرغ أمسكني لو استطعت، والذي لعبت فيه دور بريندا سترونغ، الممرضة التي وقع فرانك أباغنيل في حبها، والذي قام بدوره ليوناردو دي كابريو. وكانت من أقوال سبيلبرغ «ان هذا هو الجزء الذي انعشت به مشوارها الفني»، لكنها لم تعمل لمدة عام بعد ذلك. ومع ذلك، قالت آدمز «هذه هي المرة الأولى التي أدركت فيها أنني يمكن أن أعمل على هذا المستوى مع هؤلاء الناس.» وقالت أنه بواسطه ستيفن سبيلبرغ «... كانت الثقة كبيرة ومُعززة». وفي عام 2004، لمعت في فيلم السباق الأخير. فضلًا عن أداء شخصيات الرسوم المتحركة ميستي، وميريلين، وآن شاين في المسلسل التلفزيوني كينغ أوف ذا هيل، وكانت أيضا في طاقم تمثيل مسلسل دكتور فيغاس في دور أليس دوهرتي، ولكنها توقفت في وقت لاحق بعد خلاف.

### النجاح الحاسم (2005–حتى الآن)

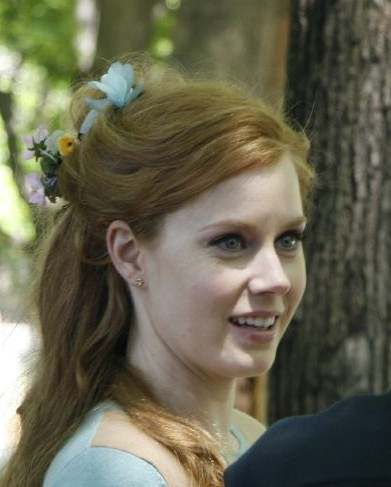
آدمز في عام 2006، أثناء تصوير فيلم مسحور.

قبل تركها مسلسل دكتور فيغاس، تلقت سيناريو فيلم (بالإنجليزية: Junebug)‏، ولكن كانت ميزانيته منخفضة، وقامت بدور آشلي جونستن التي كانت إمراة شابة حامل عطوفة ولكنها ثرثارة، وفسر المخرج فيل موريسون قراره باختيار آدمز أن: «الكثير من الناس يفكر وينظر إلى آشلي ويسأل: ما الحزن الذي كان يخفيه فيل موريسون؟ بالنسبة لي، إيمي في الحقيقة لم تقدمه من زاوية مذاهي تستر؟ وكان هذا هو المفتاح». وقد صُور الفيلم في 21 يوما في وينستون-سالم (كارولاينا الشمالية). وخلال ذلك الوقت، بلغت آدمز الثلاثين من عمرها، وكانت قلقه علي عملها الفني: «ربما كنت أعتقد أنني يجب أن انتقل إلى نيويورك، وربما ينبغي لي أن أفعل شيئا آخر. لم يكن لي أن انسحب أو أهيئ لنفسي هذا الجو الحزين، ربما هذا كان أشبه بأنه لم يكن مناسبا لي فقط». وعن تجربة جون باغ، قالت آدمز: «أنه جعلنى متمكنه حقا. في نهاية الصيف كنت عاطلة عن العمل، ولكن كنت سعيدة وفخورة. كنت مثل، كما تعلم، وأنا فعلت مع دفع يجري حولي.» في عام 2005، أصبح فيلم جون باغ فيلم مهرجان صاندانس السينمائي مع فوز آدمز بجائزة لجنة التحكيم الخاصة لأدائها.

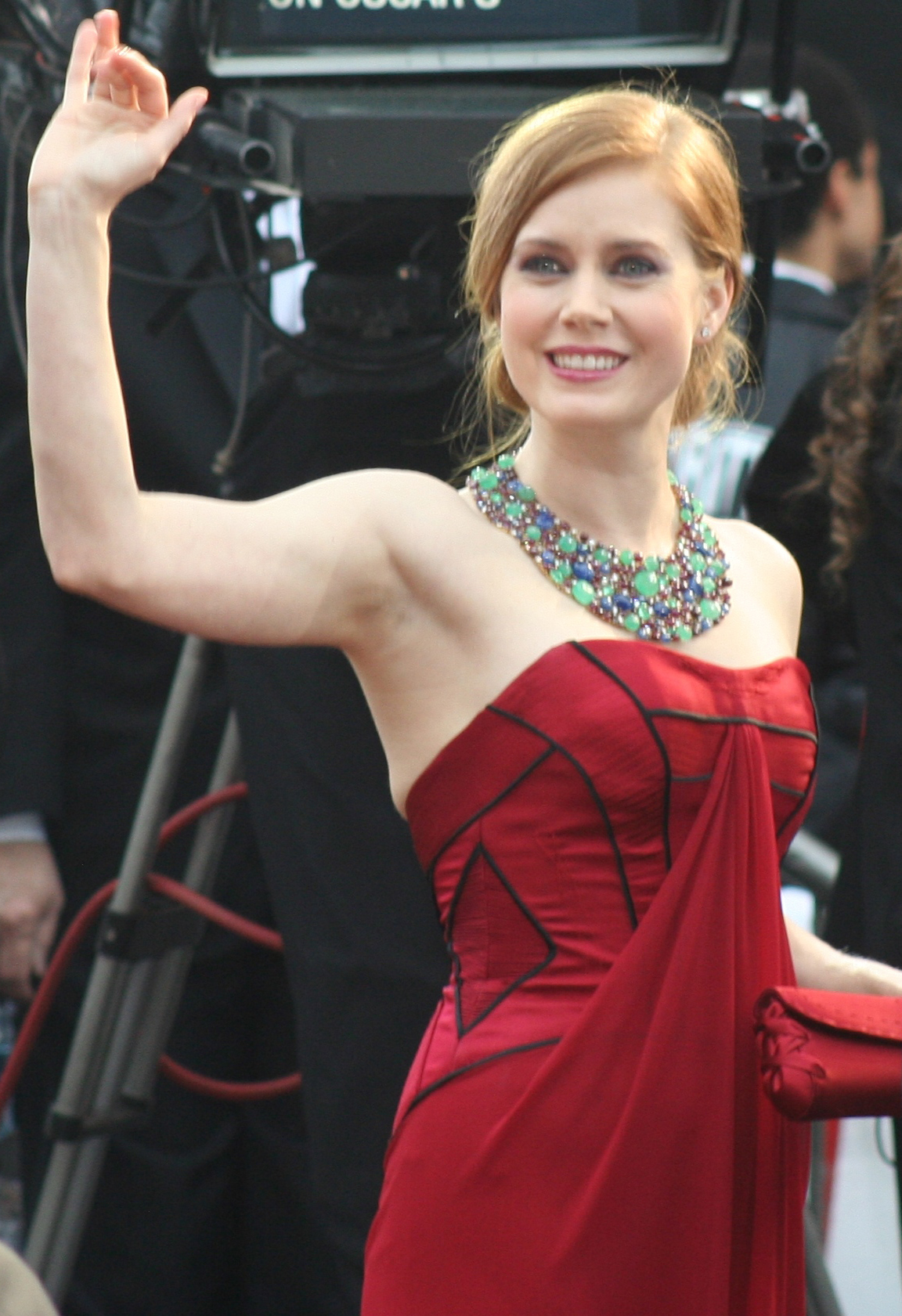
آدمز في حفل توزيع جوائز الأوسكار الحادي والثمانون في عام 2009، حيث استلمت هناك ثاني ترشيح لها كأفضل ممثلة مساعدة علي فيلم شك (2008).

وبعد عرض فيلم رفيق الزفاف، والتي ظهرت فيه آدمز إلى جانب ديبرا ميسينغ وديرموت مولروني، عُرض فيلم جون باغ في دور العرض من قبل سوني بيكتشرز كلاسيك. نالت آدمز العديد من الجوائز علي دورها في الفيلم. قالت كارينا تشوكانو من لوس أنجلوس تايمز أن «آدمز في أداء الدور الذي يمكن أن يؤول بسهولة إلى الكاريكاتير، كانت معقدة ودقيقة». وقد علق جو ليدون في العديد من التعليقات أن «جزءاً منها من جمال روحها، ولكن في الغالب بسبب جاذبيتها الخاصة، حيث تملك آدمز حسن المظهر مع صورتها الجذابة ومع تفاؤلها الغير مُحكم، كان هذا كافيا لكي تعرف عيوب الآخرين، ولكن من الظريف أن هذا يكفي للتشجيع لا للإدانة.» وقد حصلت على العديد من الجوائز لأفضل ممثلة مساعدة بما فيها: جائزة الجمعية الوطنية لنقاد السينما، وأيضا جائزة الروح المستقلة. كما رُشحت أيضاً لجائزة نقابة ممثلي الشاشة وجائزة الأكاديمية لأفضل ممثلة مساعدة. وقد دعت أكاديمية فنون وعلوم الصور المتحركة آدمز لتصبح عضواً فيها في عام 2006.

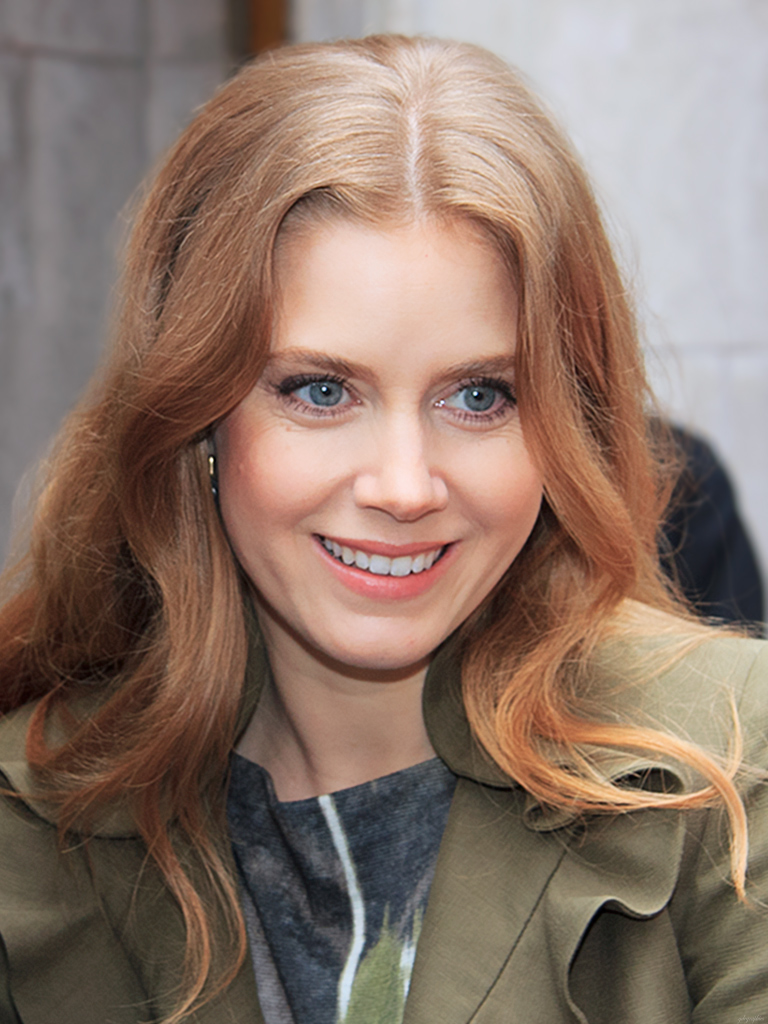
آدمز في مهرجان تورونتو السينمائي الدولي لعام 2012.

على الرغم من أن جمهور جون باغ كان محدوداً، إلا أن أداء آدمز ساعد على زيادة الاهتمام بفنها، فقد ظهرت آدمز في أفلام مثل: بنسات وليالي تالاديجا: قصة ريكي بوبي. ولعبت دور ضيفة الشرف كاتي في المسلسل التيلفزيوني المكتب. بعد تقديمها لصوت بولي بيوربرد في فيلم ديزني أندردوغ، أصبحت آدمز نجمة ديزني في عام 2007 للفيلم الروائي الطويل للرسوم المتحركة الحية مسحور، والذي رُصدت له ميزانية ضخمة، والذي شارك في بطولته باتريك ديمبسي، وإيدينا مينزيل، وسوزان سارندون، وجيمس مارسدن. وتدور أحداثه حول جيزيل التي تتمكن من تحويل عالم الرسوم المتحركة إلى واقع الحياة في مدينة نيويورك. وكانت آدمز من بين 300 أو نحو ذلك من الممثلات المُرشحات لدور جيزيل، لكنها نالت إعجاب المخرج كيفن ليما لأن لها «طبيعة الالتزام»، ولها القدرة على تقمص الشخصية دون أن تلتحم فيها الشخصية التي تكتنفها.

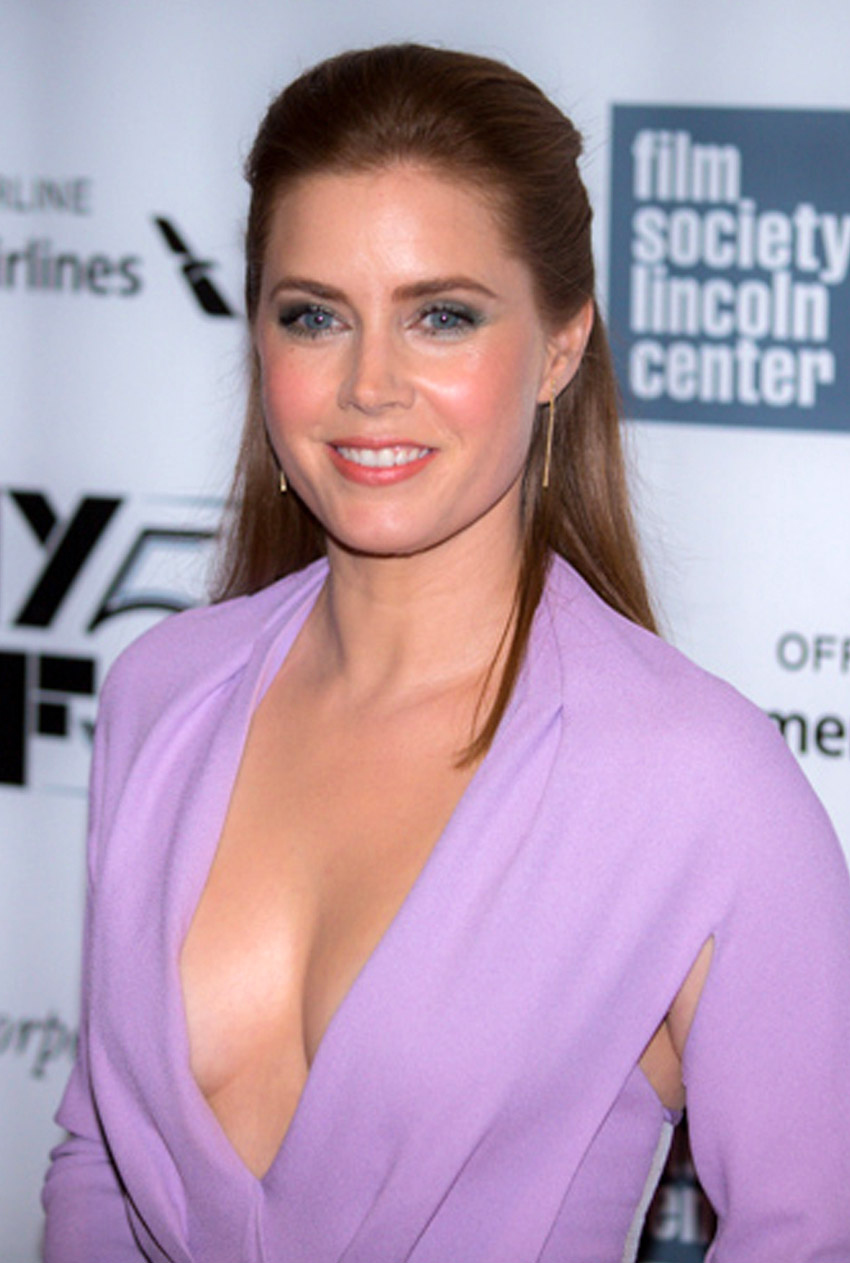
آدمز في العرض الأول لفيلم هي في مهرجان نيويورك السينمائي لعام 2013.

حقق فيلم مسحور نجاحًا تجاريًا، فقد حقق أكثر من 340 مليون دولار في جميع أنحاء العالم. ونال أداؤها استقبالاً حسناً من قبل النقاد، ووصف تود مكارثي أن فيلم مسحور كان وسيلة آدمز لجعلها نجمة، وكان طريق جولي آندروز بطلة فيلم ماري بوبينز. وعلق روجر إيبرت من شيكاغو سن-تايمز أن آدمز "متجددة وفائزة". في حين أن ويزلي موريس ذكر في بوسطن غلوب أنها "يغلب عليها الأداء الحقيقي المبدع من أجل وقت كوميدي مع فصاحة الطبيعية." حصلت آدمز على ترشيح للجائزة العالمية الذهبية كأفضل ممثلة في رسوم متحركة موسيقية أو كوميدية وجائزة اختيار النقاد للأفلام كأفضل ممثلة، وحصلت علي جائزة زحل كأفضل ممثلة. ورُشحت ثلاثة من أغاني الفيلم لجائزة الأوسكار لأفضل أغنية أصلية في عام 2008، وقد أدت آدمز واحدة من أغاني الفيلم، هي "أغنية العمل السعيدة"، مباشرة علي خشبة المسرح خلال حفل الأوسكار. كما غنت آدمز أغنية "هكذا تعرف" في الفيلم، والتي غنتها كريستين تشينوويث في الحفل، وقد صرحت آدمز في إحدي المقابلات أن هذه الأغنية كانت "مثالية" لتشينوويث، حيث أن تشينوويث لها إحساس ضخم".
عقب فيلم مسحور، ظهرت آدمز في فيلم حرب تشارلي ويلسون، وشاركها في البطولة توم هانكس وجوليا روبرتس وفيليب سيمور هوفمان. وقد لعبت آدمز دور بوني باخ، مساعدة عضو الكونغرس تشارلز ويلسون. أما عن تجربة صنع الفيلم، قالت آدمز «كان فيه الكثير من المرح. لمجرد أن أكون في مجموعة وأتعلم من هؤلاء الناس وأنال مشاهدة فيليب سيمور هوفمان وتوم هانكس، يعطي هذا إحساسا مدهشا مع المخرج مايك نيكولز. وكان هذا بالنسبة لي مثل الذهاب إلى المدرسة».
زود نجاح فيلم مسحور انتشار آدمز إعلامياً خلال موسم 2007-2008 لجوائز الأفلام. فضلا عن ظهورها كفتاة الغلاف في إصدارات هوليوود في فانيتي فير، والتي لقبتها كواحدة من الوجوه العشرة الجديدة لعام 2008. واستُضيفت آدمز في الحلقة السابعة من الموسم 33 من برنامج ساترداي نايت لايف في آذار / مارس 2008. ولعبت في هذه الحلقة عدة شخصيات، من ضمنها هايدي كلوم، فضلا عن غنائها أغنية «ما هذا الشعور؟» مع عضوة فريق ساترداي نايت لايف، كريستين ويج، خلال افتتاح المونولوج.

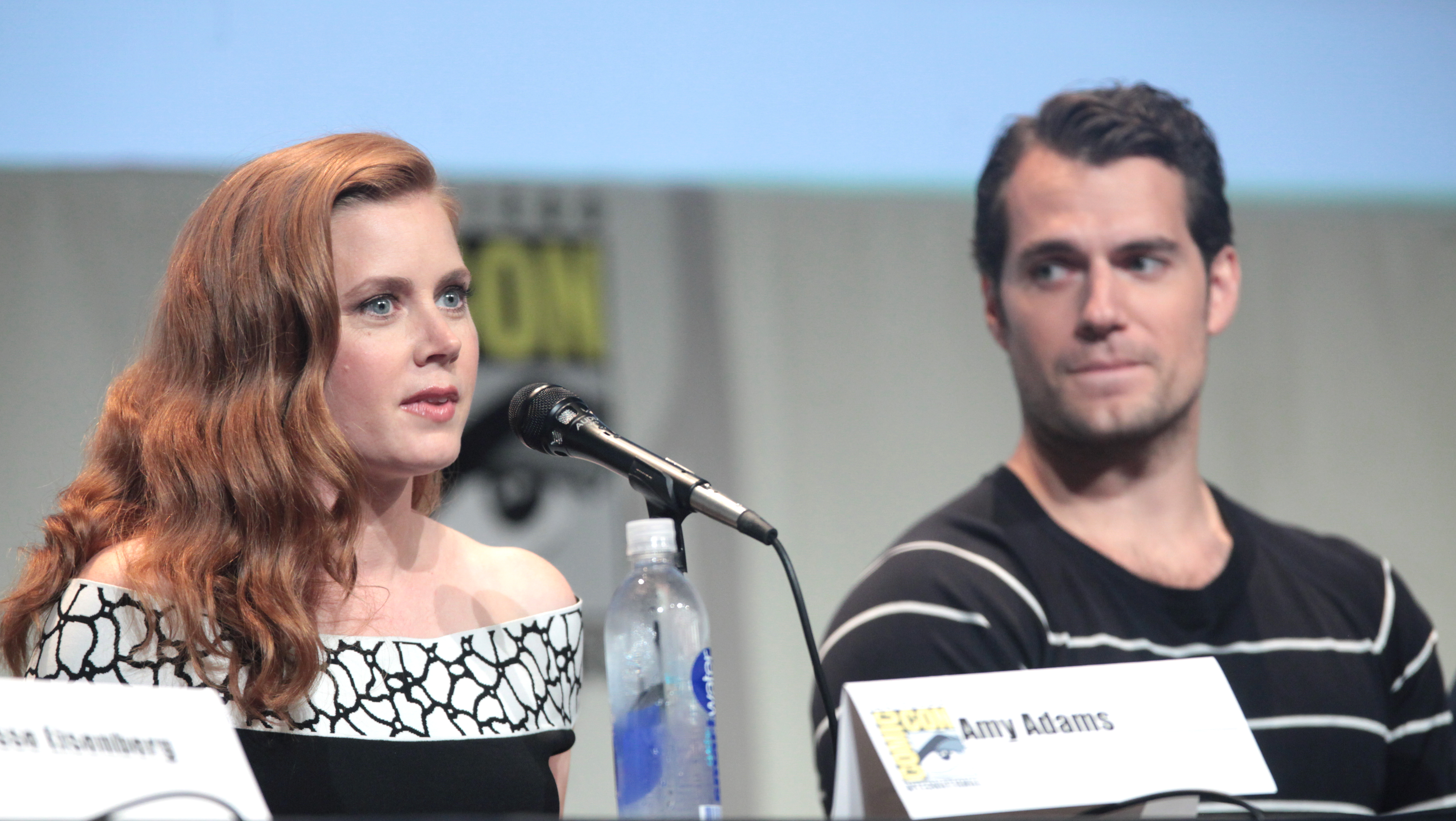
آدمز مع هنري كافيل في سان دييغو كومك كون إنترناشونال لعام 2016.

وكان مشروع آدمز المقبل وقتها هو فيلم تنظيف الشمس المشرقة، وهو فيلم مستقل صُور في ألباكركي، نيومكسيكو، في الفترة من شباط / فبراير وآذار / مارس لعام 2007. ولعبت دور الأم العزباء التي بدأت بالعمل في مجال تنظيف مسرح الجرائم لجمع ما يكفي من المال لكي تُدخِل ابنها مدرسة خاصة. قُدم الفيلم في مهرجان صاندانس السينمائي لعام 2008 كواحدا من أكثر العناوين المُتوقعة، ولكن تلقي وجهات نظر متباينة، وكان بيعه للموزع ليس بالسرعة المتوقعة. وعندما تلقى عرض سينمائي محدود في آذار / مارس 2009، كان هذا جيداً بشكل عام. أعطي ميك لاسال من سان فرانسيسكو كرونيكل للفيلم وجهة نظر إيجابية قائلاً: «إن اللعب على العاطفة من وجه إيمي آدمز هو السبب الرئيسي لرؤية فيلم تنظيف الشمس المشرقة». كتب أنتوني سكوت من صحيفة نيويورك تايمز أن الفيلم «يبدو أحياناً على نحو أفضل مما هو عليه» لأن «السيدة جيفز (راين، وسيلفيا) كانت لها لمسة جيدة مع الممثلين وأيضا الفريق الجيد جدا. ولعبت إيمي آدمز وإيميلي بلنت دور الأخوات الذين يذهبون إلى العمل معاً، وتقمسوا أدوارهم بحيوية وتفان، حتى لو كانت الأدوار ذاتها لا تعطي الإحساس الداخلي.» بالنسبة لآدمز صور شخصيتها مايكل سراغو من بالتيمور صن قائلاً: «إن آدمز تحقق الوضوح المُتقن، مع لمسة إلهية».
صُدر فيلمها السيدة بيتيغرو تعيش ليوم، المُقتبس من رواية تحمل نفس الاسم، في عام 2008، والتي لعبت فيه دور ديليسيا لافوس، الممثلة الأمريكية التي تعيش في لندن، وقد تغيرت حياتها بعد مقابلة الآنسة بيتيغرو المربية، والتي قامت بدورها فرانسيس مكدورماند. في حين تلقى الفيلم وجهات نظر إيجابية عموماً، إلا أنه لوحظ أن دور آدمز شبيها لشخصيتها المرحة والساذجة في دور جون باغ وفيلم مسحور. ونصت كارينا تشوكانو في لوس أنجلوس تايمز أن «آدمز كانت لها براعة مدهشة في لعب دور البكماء الذكية». وبالمثل كتب كيرك هونيكات في هوليوود ريبورتر أن «آدمز لا تتشابه بأكثر أو أقل مع فيلم مسحور إلا في لمسة خادعة من الوقاحة.»
ورداً على سؤال عما إذا كانت في خطر من أنها تمثل نوعاً محدداً، أجابت آدمز: «ليس إلى هذه الدرجة، أنا الآن أقوم بعمل ما استمتع به فقط، وقمت بعمل بعض الأفلام المختلفة، وأنواع مختلفة من الأدوار. قمت بعمل الدراما هذا العام، كان لدينا فيلم في المهرجان تنظيف الشمس المشرقة. ولكنني استمتع بأداء الشخصيات، أنا أفعلها بصدق لأنك تتناول شخصيات وطنك معك، سواء كنت تنوي أم لا». وفي حديث آخر، قالت آدمز «أعتقد أنني استجيب فقط لتلك الأنواع من الشخصيات. إنهم دون الطبقات، وأنا أحب الحقيقة التي جعلتهم يواجهون هذا الاختيار ليكونوا سعداء. أنا حَقًّا اتضامن مع ذلك الشعور بالأمل». وأشارت أيضًا إلى أنها قبل صبغها شعرها الأشقر الطبيعي للون الأحمر، كانت غالبًا تلعب دور «الفتاة المشاكسة».

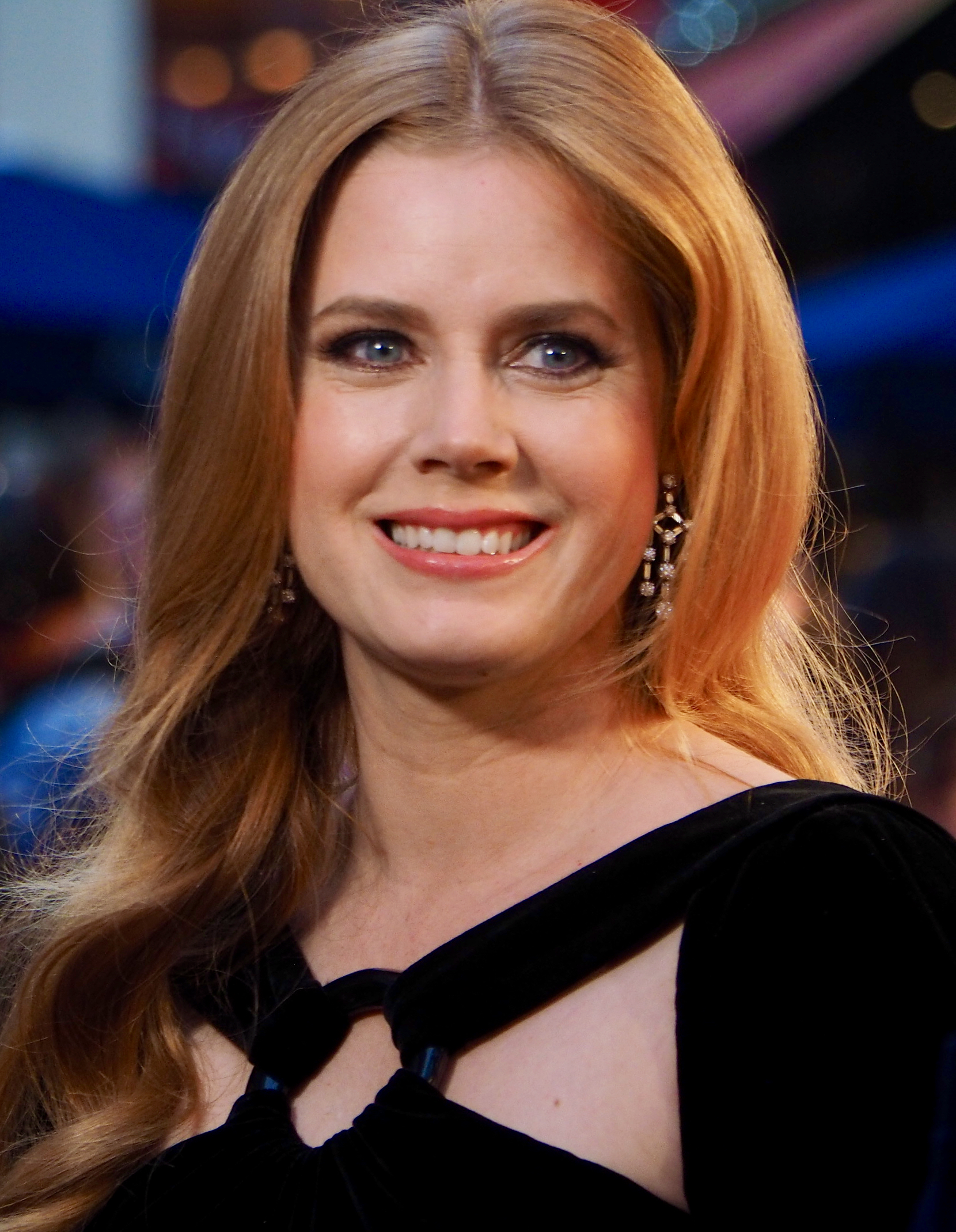
آدمز في العرض الأول لفيلم حيوانات ليلية في عام 2016.

في أواخر عام 2008، أصبحت آدمز النجمة في فيلم شك، والذي كان من إخراج جون باتريك شانلي، وبطولة ميريل ستريب وفيليب سيمور هوفمان. بعد أن أبلغتها إيميلي بلنت بمشروع تنظيف الشمس المشرقة التي تشاركها بطولته، اقتنعت آدمز بدور الأخت جيمس، ولكنها قالت أنه تم عرض الدور بالفعل على ممثل آخر. وأخيرا أعطي شانلي الدور إلى آدمز، حيث "أنها وجدت أنه استمر شيء يحدث لإنغريد برغمان، وهذه نورانية. "رأيت شخصاً جيداً يناضل في هذا العالم المعقد. وهي شديدة الذكاء، لكنها تمتلك هذه البراءة الخاصة بها، إن لديها وجه جميل من النور". مع أدائها جنبا إلى جنب مع ستريب وهوفمان، اكتشفت آدمز أن هناك "شعوراً من عدم الرضا، وشعوراً من الشك، والشعور بالرغبة في إرضاء هؤلاء الممثلين المدهشين". استُقبِل الفيلم استقبالًا جيدًا من قبل النقاد. في حين أنه لوحظ أن دور آدمز قد يكون "أقل من بين أربعة أجزاء رئيسية". ورغم أن مانوهلا دارغيس من صحيفة نيويورك تايمز انتقدت أدائها بأنه "غير مستقر"، علق تود مكارثي من فارايتي أن "آدمز فعلت كل ما يمكن لأي شخص فعله في دور الشابة الراهبة الجميلة". كتب ميك لاسال من سان فرانسيسكو كرونيكل أن: "آدمز كانت واحدة من المزايا الفريدة للفيلم، إنها أخذت دور الأخت جيمس، التي بدت علي خشبة المسرح ما يزيد قليلا على أنها صوت لافت للأخت ألويسيوس، وحُولت الشابة الراهبة إلى شخص هادئ مُحبب ومُحدد". رُشحت آدمز لأفضل ممثلة مساعدة من حفل توزيع جوائز الأكاديمية الحادي والثمانون، وأفضل ممثلة مساعدة في فيلم من حفل توزيع الجوائز العالمية الذهبية السادس والستون، وأفضل ممثلة مساعدة من الحفل الخامس عشر لتوزيع جوائز نقابة ممثلي الشاشة، وأفضل ممثلة في دور ثانوي من حفل توزيع جوائز الأكاديمية البريطانية للأفلام الثاني والستون.

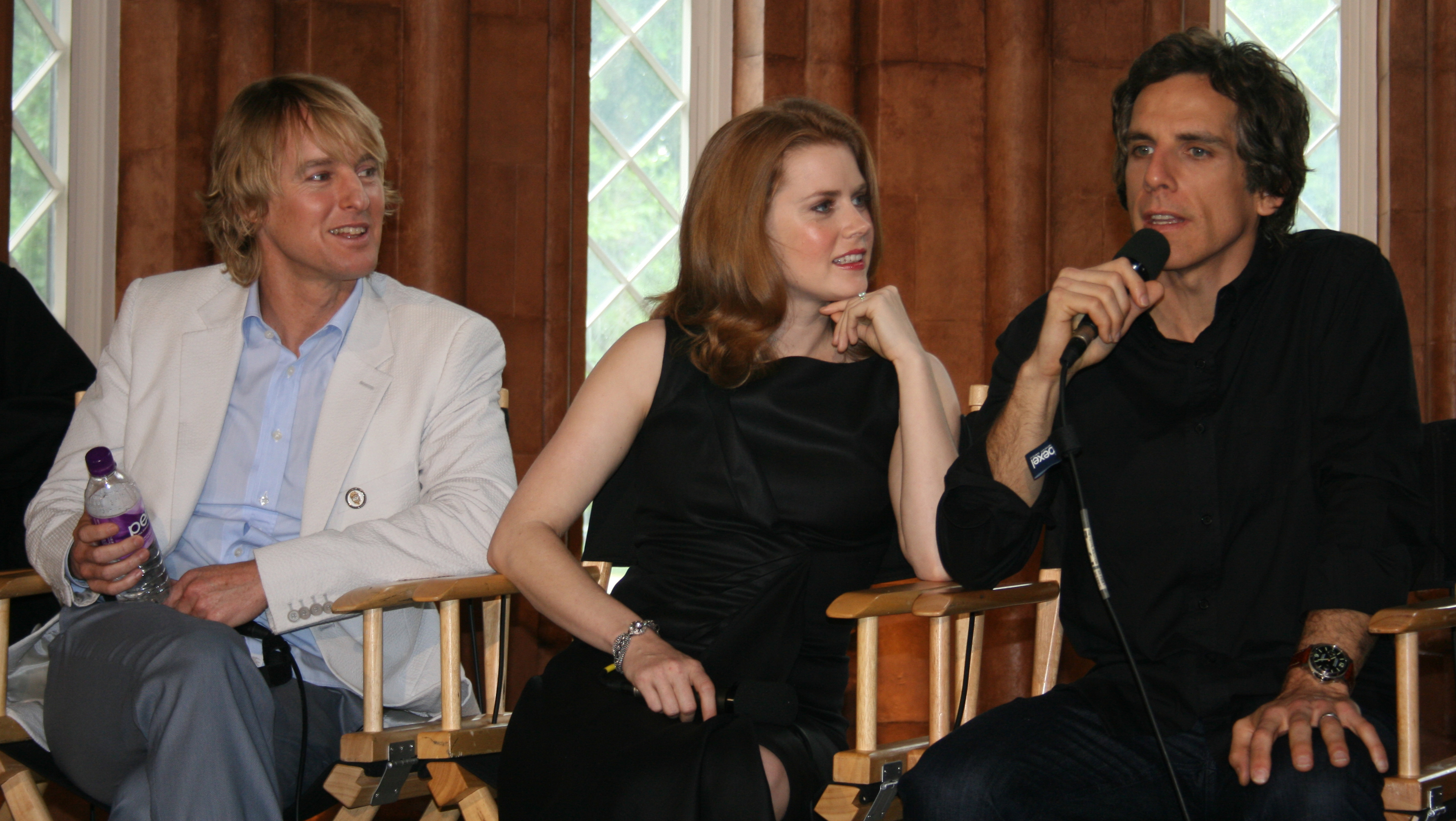
آدمز مع أوين ويلسون وبن ستيلر أثناء الترويج لفيلم ليلة في المتحف 2: معركة سميثسونيان في أيار / مايو 2009.

و كان دور آدمز في فيلم ليلة في المتحف 2 هو أميليا إيرهارت بجانب بن ستيلر. عُرض الفيلم لأول مرة في عطلة نهاية الأسبوع لعام 2009، وتصدر شباك التذاكر في الولايات المتحدة بإجمالي قدره 15.3 مليون دولار في يومه الأول، وهو منافس لفيلم خلاص المدمر وقتها. وبالرغم من أن الفيلم تلقى «وجهات نظر مختلطة أو متعددة»، إلا أنه أشاد معظم النقاد بأداء آدمز. وكان ميخائيل فيليبس من شيكاغو تريبيون من بين الذين أعطوا وجهات نظر إيجابية، والذي آمن أن الفيلم «تحسن جذريا عندما دُفعت إيمي آدمز كالطائرة في دور أميليا إيرهارت. إن لها وجود متلالئ هائل على الشاشة». وكتب أوين جليبرمان من مجلة إنترتينمنت ويكلي «إن معركة سميثسونيان لديها وفرة من الحيوية، ولكن آدمز هي من أعطته هذه الحيوية». وعلى الجانب الآخر، لم يحب تاي بور من بوسطن غلوب الفيلم، ووصف آدمز وإيرهارت بأنهما «مثل حبوب منع الحمل التي لا تشبه المرأة نفسها». بينما قالت لايل لوينشتاين من فارايتي أن «دور آدمز كان شيئاً متعباً وصعباً للغاية». وعلق روجر إيبرت أنها كانت الممثلة الوحيدة التي تجاوزت المادة. ويقول مخرج الفيلم شون ليفي عنها: «لا أعرف ممثلة أفضل منها في جيلها. أعني أن هناك ممثلات أخريات كبيرات، ولكن الشخص الذي يمكنه عمل شك، جولي وجوليا، وليلة في المتحف 2، وكلها في نفس العام؟ غالباً مجالها لا مثيل له. هذا جزء كبير من السبب في أننا نرى أن هذا الفيلم هو أفضل من الأول.»
عقب ليلة في المتحف 2، شاركت آدمز في جولي وجوليا مع زميلتها ميريل ستريب، وقد لعبت آدمز دور سكرتيرة الحكومة جولي باول، التي تقرر أن تطبخ كل الوجبات الموجودة في كتاب إتقان فن الطبخ الفرنسي.
في 2010، ظهرت آدمز في فيلمين: الأول فيلم الرومانسية والكوميديا سنة كبيسة (بالإنجليزية: Leap Year)‏، والثاني فيلم المقاتل، حيث لعب دور الحبيبة العدوانية والحازمة للملاكم الأيرلندي ميكي وارد. وتلقت مديحاً عالمياً من النقاد على أدائها، وترشح الفيلم لسبع جوائز أوسكار من ضمنها أفضل ممثلة مساعدة لآدمز. في 2011، عملت آدمز مع شركة والت ديزني في فيلم الدمى المتحركة، حيث عادت للغناء فيه.
في 2012، تلقت آدمز أفضل مراجعات في مسيرتها المهنية لأدائها في فيلم المعلم (بالإنجليزية: The Master)‏ للمخرج بول توماس أندرسون. في الفيلم لعبت آدمز دور بيغي دود، الزوجة المتلاعبة وعديمة الرحمة لزعيم منظمة دينية لعب دوره فيليب سيمور هوفمان. كتب الناقد السينمائي لمجلة رولينغ ستون بيتر ترافرز بأنها «تستحق جائزة اهتمام جدية للسلطة الخفية التي تجلبها هذه التي تسمى زوجة مطيعة». ترشحت بفضل أدائها في هذا الفيلم لجائز الأوسكار كأفضل ممثلة مساعدة. آدمز أيضاً ظهرت كإبنة كلينت إيستوود في فيلم الدرما مشكلة الرميات المنحنية. على الرغم من المراجعات المتابينة للفيلم من قبل النقاد، إلا أن أداء آدمز فيه تلقى مديحاً. ثم ظهرت في فيلم على الطريق (بالإنجليزية: On the Road)‏.
لعبت آدمز دور لويس لين في الأفلام: رجل من حديد (2013) للمخرج زاك سنايدر، والمنتج كريستوفر نولان ومجموعة من المنتجين الآخرين، وباتمان ضد سوبرمان: فجر العدالة (2016)، وفرقة العدالة (2017). وفي 2013، إنضمت إلى طاقم عمل فيلم هي للمخرج سبايك جونز.

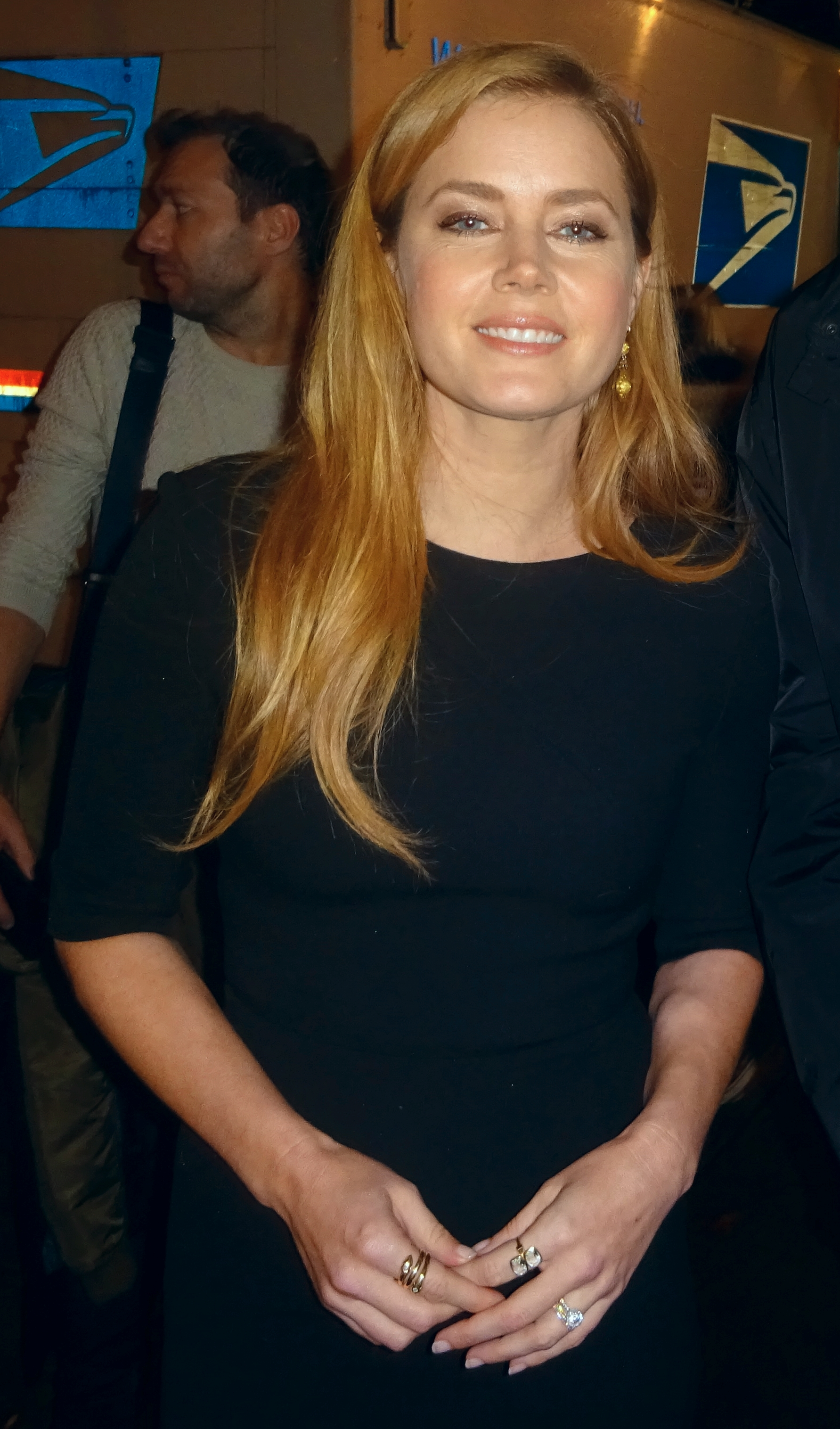
آدمز عام 2016.

جاء المزيد من النجاح لآدامز عندما تعاونت مرة أخرى مع ديفيد أو. راسل في فيلم الجريمة احتيال أمريكي، وشارك في بطولة الفيلم مع آدمز: كريستيان بيل، وبرادلي كوبر، وجينيفر لورنس. الفيلم مُستوحى من فضيحة أبسكام في سبعينات القرن العشرين. أظهر الفيلم آدمز كفنانة مغرية، على الرغم من أنها لعبت الدور بحيث «شعرت أن كل شيء له ما يبرره، ولم تشعر أنها كانت مجرد شخصية معتلة اجتماعيًا ومثيرة». تعاونت آدمز بشكل وثيق مع بيل لبناء شخصياتهما، وقدمت اقتراحات خارج الشاشة إلى راسل، بما في ذلك مشهد تقبيلها بقوة على شفتيها من قبل زوجة حبيبها (التي تلعب دورها لورنس). كان العمل شاقًا لآدامز، وقد أكدت لاحقًا صحة التقارير التي تفيد بأن راسل كان قاسيًا عليها وجعلها تبكي كثيرًا. قالت آدمز أنها تخشى جلب هذه التجربة السلبية لابنتها إلى المنزل. نال فيلم احتيال أمريكي استحسان النقاد. قالت مانوهلا دارغيس من صحيفة نيويورك تايمز أن آدمز «تعمقت هنا أكثر مما كان مسموحًا لها»، وكتبت أنها نجحت في «تحويل أو تحرير شخصية لا يمكن التنبؤ بها إلى شخصية متوحشة بشكل مثير». فازت آدمز بجائزة غولدن غلوب لأفضل ممثلة في فيلم موسيقي أو كوميدي علي دورها في الفيلم، وحصلت على ترشيحها الخامس للأوسكار، لكن هذه المرة كـأفضل ممثلة. تم اختيار كل من هي واحتيال أمريكي من قبل النقاد على أنهما من بين أفضل الأفلام لعام 2013، وترشحا لـجائزة الأوسكار لأفضل فيلم.
بعدها ظهرت آدمز في فيلم تهليل في عام 2014. وفي نفس العام جسدت شخصية الفنانة مارغريت كين في فيلم عيون كبيرة، وفازت علي دورها فيه بجائزة غولدن غلوب لأفضل ممثلة في فيلم موسيقي أو كوميدي، لتصبح تلك المرة الثانية التي تتلقي فيها تلك الجائزة. لعبت آدمز دور البطولة في فيلم الوافد، وشاركها البطولة: جيرمي رينر للمرة الثانية، وفورست ويتكر. في نفس السنة شاركت جيك جيلنهال في بطولة فيلم حيوانات ليلية.
في عام 2018، تعاونت آدمز للمرة الثانية مع كريستيان بيل في فيلم النائب، مجسدة شخصية الروائية لين تشيني، زوجة نائب رئيس الولايات المتحدة الأسبق ديك تشيني. في عام 2020، لعبت آدمز دور البطولة في فيلم هيلبيلي إليغي الذي صُدر علي نتفليكس.

## الحياة الشخصية

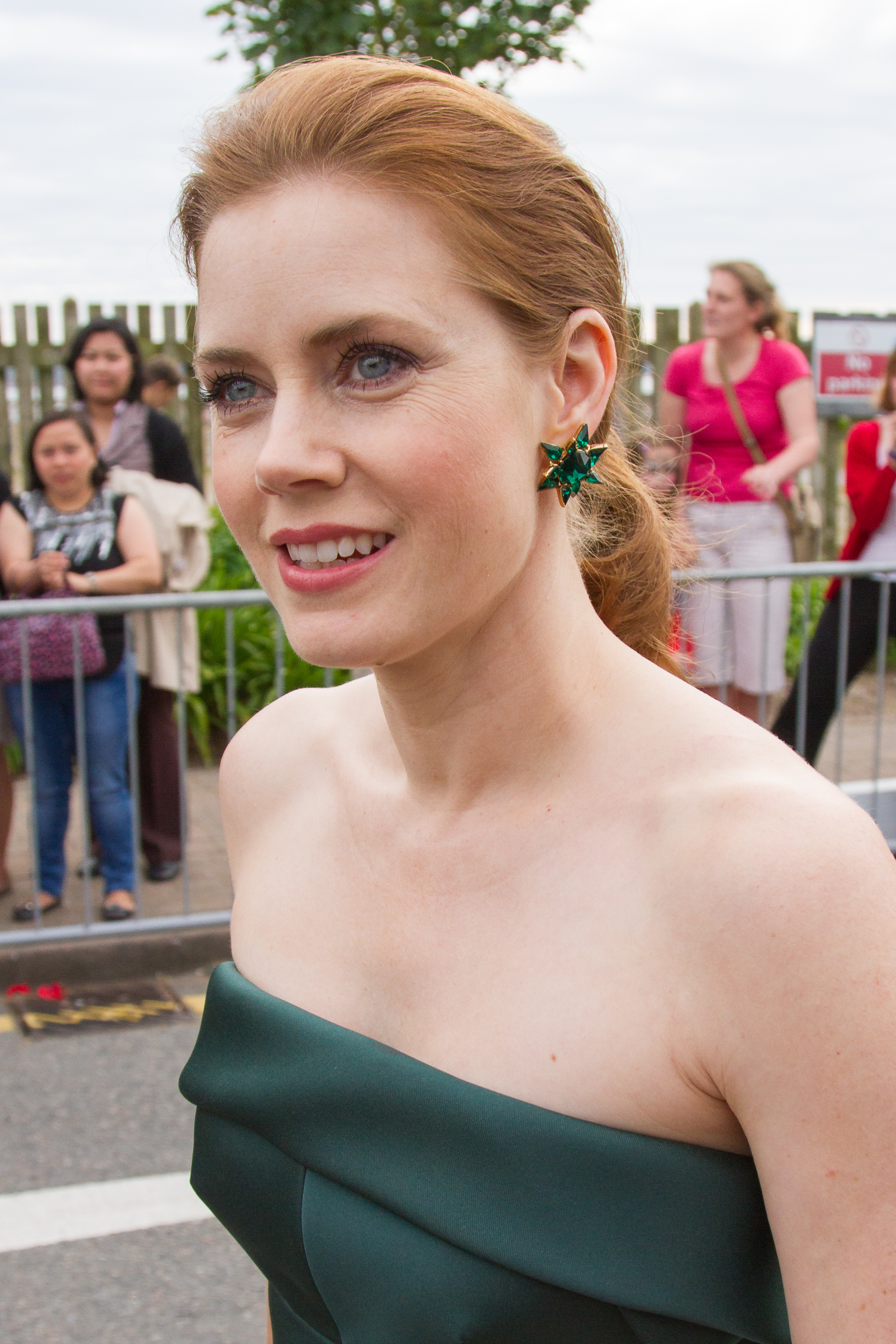
آدمز في العرض الأول لفيلم الرجل الفولاذي في 2013.

اعتبارا من نيسان / أبريل 2008، تمت خطبة إيمي من الممثل والفنان دارين لو غالو. التقت بلو غالو في عام 2001 في واحدة من صفوف التمثيل، وبدأ في المواعدة بعد عام أثناء التعاون في فيلم قصير بعنوان بنسات. في مايو 2010، أنجبت إيمي طفلة اسمتها «أفيانا أوليا لو غالو». بعد سبع سنوات من خطوبتهما، تزوج الاثنان في حفل خاص في مزرعة بالقرب من سانتا باربارا (كاليفورنيا). قالت آدامز في عام 2016 أنها تقدر التضحيات العديدة التي قدمها لو غالو باعتباره الراعي الأساسي لعائلته. تقيم العائلة في بيفرلي هيلز (كاليفورنيا). وصفت آدامز حياتها العائلية بأنها «بسيطة جدًا»، وقالت إن روتينها يتضمن الذهاب إلى العمل، واصطحاب ابنتها إلى الحديقة، وقضاء ليالٍ أسبوعية مع زوجها.

## روابط خارجية
- إيمي آدمز على موقع IMDb (الإنجليزية)
- إيمي آدمز على موقع ميتاكريتيك (الإنجليزية)
- إيمي آدمز على موقع الموسوعة البريطانية (الإنجليزية)
- إيمي آدمز على موقع روتن توميتوز (الإنجليزية)
- إيمي آدمز على موقع مونزينجر (الألمانية)
- إيمي آدمز على موقع قاعدة بيانات الأفلام العربية
- إيمي آدمز على موقع ألو سيني (الفرنسية)
- إيمي آدمز على موقع ميوزك برينز (الإنجليزية)
- إيمي آدمز على موقع تيرنر كلاسيك موفيز (الإنجليزية)
- إيمي آدمز على موقع أول موفي (الإنجليزية)